# Walter Henß
Walter Henß (* 12. Februar 1927 in St. Wendel; † 21. Dezember 2006 in Heidelberg) war ein deutscher Bibliothekar und Kirchenhistoriker.
Walter Henß studierte ab 1946 an der Universität Marburg Germanistik, Anglistik, Latinistik und Philosophie. Nach dem Staatsexamen 1952 und der Promotion 1953 hatte er von 1952 bis 1954 einen Lehrauftrag für Ältere Germanistik an der Universität Marburg, von 1954 bis 1956 an der Universität zu Köln. Seit 1954 war er Referendar an der Universitätsbibliothek Marburg und legte 1955 seine Bibliothekarsprüfung am Bibliothekar-Lehrinstitut in Köln ab. Von 1956 bis zu seiner Pensionierung Ende 1990 war er an der Universitätsbibliothek Heidelberg als Fachreferent für Theologie und Philosophie tätig und seit 1970 war er ihr stellvertretender Direktor.
Seit 1967 hatte er einen Lehrauftrag für Kirchengeschichte an der Theologischen Fakultät der Universität Heidelberg, die ihn 1980 zum Honorarprofessor ernannte. Neben seiner Bibliothekstätigkeit beschäftigte er sich mit wissenschaftlichen Themen: Der Kirchengeschichte, hier der frühen Bibelüberlieferung im germanischen Sprachraum sowie der Reformationsgeschichte, der Bibliothekswissenschaft sowie der Graphik des 20. Jahrhunderts, insbesondere dem Kupferstich.

## Schriften (Auswahl)
- Das Verhältnis zwischen Diatessaron, christlicher Gnosis und "Western Text". Erläutert an einer unkanonischen Version des Gleichnisses vom gnädigen Gläubiger; Materialien zur Geschichte der Perikope von der namenlosen Sünderin LK 7,36-50 (= Zeitschrift für neutestamentliche Wissenschaft, Beihefte, Bd. 33). Töpelmann, Berlin 1967.
- (mit Erich Dinkler): Leitbilder der Bibelübersetzung im 5. Jahrhundert. Die Praefatio im Evangelienkodex Brixianus (f) und das Problem der gotisch-lateinischen Bibelbilinguen. Winter, Heidelberg 1973, ISBN 3-533-02281-1.
- Der Heidelberger Katechismus im konfessionspolitischen Kräftespiel seiner Frühzeit. Historisch-bibliographische Einführung der 1. vollständigen deutschen Fassung, der sogenannten 3. Auflage von 1563 und der dazugehörigen lateinischen Fassung. Theologischer Verlag, Zürich 1983, ISBN 3-290-11537-2.
- (Hrsg.): Martin Luther. Die Anfänge der evangelischen Bewegung in Kurpfalz ; Ausstellung der Universitätsbibliothek Heidelberg vom 10. März bis 28. Mai 1983 (= Heidelberger Bibliotheksschriften, Bd. 6). Universitätsbibliothek Heidelberg 1983.
- Frühe Spuren der Reformation in Kurpfalz (1518-1528/29). In: Blätter für pfälzische Kirchengeschichte und religiöse Volkskunde, Bd. 50 (1983), S. 5–42.
- Zwischen Orthodoxie und Irenik. Zur Eigenart der Reformation in der rheinischen Kurpfalz unter den Kurfürsten Ottheinrich und Friedrich III. In: Zeitschrift für die Geschichte des Oberrheins, Bd. 132 (1984), S. 153–212.
- Drei Aktenstücke zur Berufung Richard Rothes nach Heidelberg 1837. In: Zeitschrift für die Geschichte des Oberrheins, Bd. 137 (1989), S. 485–492.
- Predigtrichtlinien vor dem Bauernkrieg. Zwischen Schriftprinzip und kirchlicher Lehrautorität. In: Zeitschrift der Savigny-Stiftung für Rechtsgeschichte/Kanonistische Abteilung, Bd. 75 (1989), S. 270–374.